# Provinz Iwami

Karte der japanischen Provinzen, Iwami rot markiert

Iwami (jap. 石見国, Iwami no kuni) oder Sekishū (石州) war eine der historischen Provinzen Japans im Westteil der heutigen Präfektur Shimane. Iwami grenzte an die Provinzen Aki, Bingo, Izumo, Nagato und Suō. Die alte Provinzhauptstadt (kokufu) lag beim modernen Hamada. In der Sengoku-Zeit war Iwami zuerst ein Lehen der Ōuchi aus Suō, später der Mōri aus dem benachbarten Aki.

## Umfang
Die Provinz Izumo umfasste folgende spätere Landkreise (gun):
- Ano
- Kanoashi
- Mino
- Naka-gun
- Nima
- Ōchi